# Kertzfeld
Kertzfeld je občina v departmaju Bas-Rhin francoske regije Alzacija.
Leta 1990 je v občini živelo 947 oseb oz. 100 oseb/km².